# Albuca kirstenii
Albuca kirstenii là một loài thực vật có hoa trong họ Măng tây. Loài này được (J.C.Manning & Goldblatt) J.C.Manning & Goldblatt mô tả khoa học đầu tiên năm 2009.